# Norths Highland
Das Norths Highland ist eine vereiste Hochebene an der Banzare-Küste des ostantarktischen Wilkeslands. Sie liegt südlich des Kap Goodenough zwischen der Maury Bay und der Porpoise Bay.
Der US-amerikanische Polarforscher Charles Wilkes benannte es als North’s High Land nach James Heyward North (1815–1893), Kapitän der Brigg Porpoise bei Wilkes’ United States Exploring Expedition (1838–1842). Die Umbenennung in die heutige Form erfolgte 1956 durch das Advisory Committee on Antarctic Names.